# نیکلاس والینگ
نیکلاس والینگ (انگلیسی: Nicolas Wähling؛ زادهٔ ۲۴ اوت ۱۹۹۷) بازیکن فوتبال است.
از باشگاه‌هایی که در آن بازی کرده‌است می‌توان به باشگاه فوتبال کارلسروهه اشاره کرد.